# 31479 Botello
31479 Botello è un asteroide della fascia principale. Scoperto nel 1999, presenta un'orbita caratterizzata da un semiasse maggiore pari a 2,3289358 UA e da un'eccentricità di 0,0726328, inclinata di 6,53441° rispetto all'eclittica.